# موساک فونسکا
موساک فونسکا (اسپانیایی: Mossack Fonseca‎) یک شرکت حقوقی و ارائه دهنده خدمات به شرکت‌ها است که مقر اصلی آن در پاناما قرار دارد. این شرکت که دارای بیش از ۴۰ دفتر در سراسر جهان است در سال ۱۹۷۷ به دست یورگن موساک تأسیس شد. در سال ۱۹۸۶ رامون فونسکا به این شرکت پیوست. حوزه فعالیت این شرکت در زمینه‌های حقوق تجارت، مشاوره سرمایه‌گذار، مالکیت معنوی و ساختارهای بین‌المللی است.

## درز سند محرمانه
در تاریخ ۳ آوریل ۲۰۱۶، اعلام شد که ۱۱٫۵ میلیون سند محرمانه این شرکت به بیرون درز کرد. این مدارک که به نام اسناد پاناما مشهور شد نشان می‌داد که این شرکت به برخی از قدرتمندان و ثروتمندان جهان برای فرار از پرداخت مالیات آن هم در مقیاسی بزرگ یاری رسانده‌است که با تأسیس شرکت‌های فرضی و جعلی، قوانین مالیاتی را دور بزنند.
روزنامه آلمانی زوددویچه سایتونگ با همکاری شبکه‌ای از ۴۰۰ خبرنگار بین‌المللی پرده از فعالیت‌های یک شبکه بزرگ پولشویی برداشته‌است. رئیس‌جمهور روسیه، پادشاه عربستان، پسرعموی بشار اسد و حتی لیونل مسی از جمله مشتریان این شبکه هستند.
میلیون‌ها سند محرمانه که به دفتر روزنامه آلمانی زوددویچه ارسال شده و در اختیار شبکه‌ای از خبرنگاران بین‌المللی قرار گرفته، نشان می‌دهد شرکت حقوقی موساک فونسکاً در پاناما به مشتریان خود کمک می‌کرده با تأسیس شرکت‌های فرضی و جعلی و بازکردن یک شماره حساب دارایی خود با دور زدن قوانین مالیاتی یا تحریم‌ها جابه‌جا کنند.
این اطلاعات در برگیرنده ۵/ ۱۱ میلیون سند از جمله شامل ایمیل، گردش‌های حساب‌های ملی، کپی پاسپورت و سایر مدارک مشتریان شرکت موساک فونسکاً است.
حدود ۴۰۰ خبرنگار از ۸۰ کشور جهان هم‌زمان انتشار اسناد این شبکه پولشویی را با عنوان اوراق پاناماً در صدها رسانهٔ جهان آغاز کردند.
از جمله مشتریان این شرکت ولادیمیر پوتین، رئیس‌جمهور روسیه، پوروشنکو، رئیس‌جمهور اوکراین، زیگموندور گونلاگسون، نخست‌وزیر ایسلند، ملک سلمان، پادشاه عربستان و پسر عموی رئیس‌جمهور سوریه هستند.
این اسناد را روزنامه آلمانی زوددویچه سایتونگ به دست آورده و آن‌ها را در اختیار "کنسرسیوم بین‌المللی روزنامه‌نگاران تحقیقی (ICIJ)" قرار داده‌است. برنامه پانورامای بی‌بی‌سی و روزنامه گاردین در میان ۱۰۷ رسانه‌ای در ۷۸ کشور جهان هستند که این اسناد را بررسی کرده‌اند، اما بی‌بی‌سی از هویت منبعی که این اسناد را در اختیار گذاشته مطلع نیست.
این اسناد ارتباط میان شرکت‌های سری واقع در پناهگاه‌های مالیاتی با خانواده‌ها و نزدیکان کسانی چون حسنی مبارک و معمر قذافی، رؤسای جمهور پیشین مصر و لیبی و بشار اسد، رئیس‌جمهوری فعلی سوریه را نشان می‌دهد.
در فهرست مشتری‌های این شرکت نام لیونل مسی، ستاره آرژانتینی دنیای فوتبال و حتی نام خوان پدرو دامیانی از اروگوئه، یکی از اعضای هیئت بررسی تخلفات مالی فیفا نیز به چشم می‌خورد. رؤسای باندهای قاچاق مواد مخدر هم مشتری این شرکت هستند و شماری از نهادهای مالی بین‌المللی از جمله برخی بانک‌های آلمانی در این شبکه پولشویی دست دارند. 
با بررسی این مدارک چنین به نظر می‌رسد که شرکت‌های "سونت اورسیز"، "اینترنشنال میدیا اورسیز"، "سانبارن" و "سندالوود کنتینانتال" ظاهراً از اقداماتی چون مبادله سهام تقلبی، مشاوره‌های صوری، وام‌های غیر تجاری و خرید زیر قیمت اموال سود برده‌اند. . .".